# Centro della pace Erich Maria Remarque
Inaugurato nel 1996, il Centro della pace Erich Maria Remarque, gestito dalla città di Osnabrück e dall'Università di Osnabrück e istituito con i fondi del progetto della Fondazione della Bassa Sassonia, ospita l'Archivio Erich Maria Remarque e una mostra permanente sulla vita e l'opera di Erich Maria Remarque.
La finalità del lavoro del Centro della pace segue l'eredità di Erich Maria Remarque nella tradizione della sua posizione umanista e pacifista. 
Dal 2011, il Centro per la pace di Remarque è uno dei membri dell'International Network of Museums for Peace, un'associazione mondiale di musei impegnati nell'idea della costruzione della pace e della prevenzione dei conflitti.
Sempre dal 2011, il Centro per la pace di Remarque è membro del comitato editoriale internazionale del Journal of War and Culture Studies pubblicato dall'Università di Westminster, e dal 2019 del comitato editoriale delle riviste Wortfolge (Katowice/Sosnowiec) e Libri & Liberi (Zagabria).
Nel 2017, il Centro della Pace di Remarque è stato membro fondatore della rete "Orte der Demokratiegeschichte" (“Luoghi della storia della democrazia”) che è sostenuta e finanziata dal governo federale.

## Mostra permanente sulla vita e l'opera di Remarque
Nell´ambito del piano di sviluppo culturale della città di Osnabrück nel 1996 furono fatti i primi passi, soprattutto strutturali, verso la creazione di un Centro Remarque.
Questo progetto, sostenuto finanziariamente dalla Fondazione della Bassa Sassonia, ha permesso di creare una mostra permanente sulla vita, il lavoro e l'impatto di Remarque che ha dato a numerosi visitatori della città di Osnabrück, così come ai suoi residenti, una visione completa del tema.
Le esposizioni presentate i documenti audio e filmati e una elaborazione didattica del tema illustrano non solo aspetti biografici e letterari o politico-letterari della vita di Remarque, ma anche aspetti della storia tedesca del XX secolo.

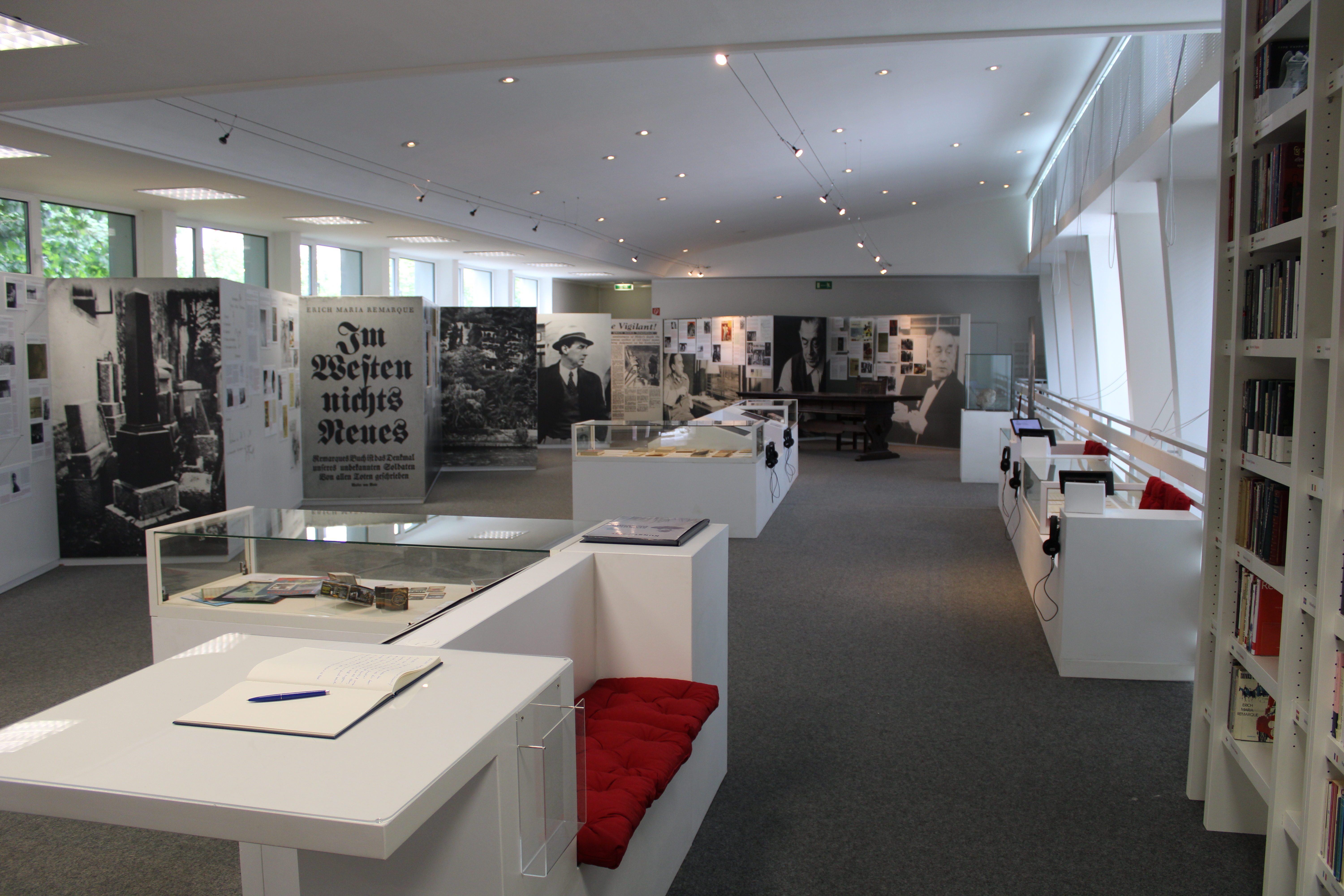
Mostra permanente "Indipendenza - Tolleranza - Umorismo" nel Centro per la pace Erich Maria Remarque

Un collegamento diretto tra la mostra permanente e l'Archivio Remarque assicura che coloro che sono interessati abbiano accesso a materiale approfondito su singoli problemi e quindi permette una discussione intensa al di là dell'accesso visivo.
Nel settembre 1996 fu aperta la mostra "Remarque am Markt", composta da presentazioni su vari argomenti come la biografia di Remarque, i suoi primi lavori o le traduzioni di Im Westen nichts Neues (Niente di nuovo sul fronte occidentale), che era stato sviluppato dal 1988, ampliato dalle prime parti della nuova mostra permanente.
Sotto il titolo Unabhängigkeit – Toleranz – Humor (Indipendenza - Tolleranza - Umorismo), la mostra permanente sulla vita e l'opera di Erich Maria Remarque offre uno sguardo dettagliato sulla vita, il lavoro e il pensiero dello scrittore attraverso numerose fotografie, documenti e manoscritti. La mostra è interamente in tedesco/inglese.
In sette sezioni sulla gioventù di Remarque a Osnabrück (1898-1921), gli anni di Hannover e Berlino (1922-1928), la discussione di Im Westen nichts Neues (1928-1930), l'esilio in Europa (1931-1939) e negli Stati Uniti (1939-1948), il lavoro politico degli anni '50 e '60 fino alla sua morte a Locarno il 25 settembre 1970, la mostra cerca di illustrare le rotture, le contraddizioni e le controversie nella vita di Remarque e di evidenziare la loro produttività per il lavoro.
Un altro punto focale della mostra è la ricezione mondiale, in gran parte controversa, delle opere di Remarque, che sono state tradotte in almeno 60 lingue e continuano a trovare un pubblico di milioni di persone in tutto il mondo.

## Archivio Remarque
L´archivio di Remarque ospita la raccolta più ricca del mondo di materiali su Erich Maria Remarque e la mette a disposizione del pubblico. Il punto chiave del lavoro dell'archivio è la revisione della vita e delle opera di Remarque. Una collezione di materiali originali, numerose bibliografie e documenti di ricerca per gli strumenti accademici, fornisce le basi, per una discussione intensa sull´autore. Mostre permanenti e speciali presentano le collezioni e comunicano i risultati della ricerca al pubblico. Inoltre, l'Archivio Remarque offre a tutte le parti interessate la possibilità di scoprire l'autore utilizzando i materiali disponibili.

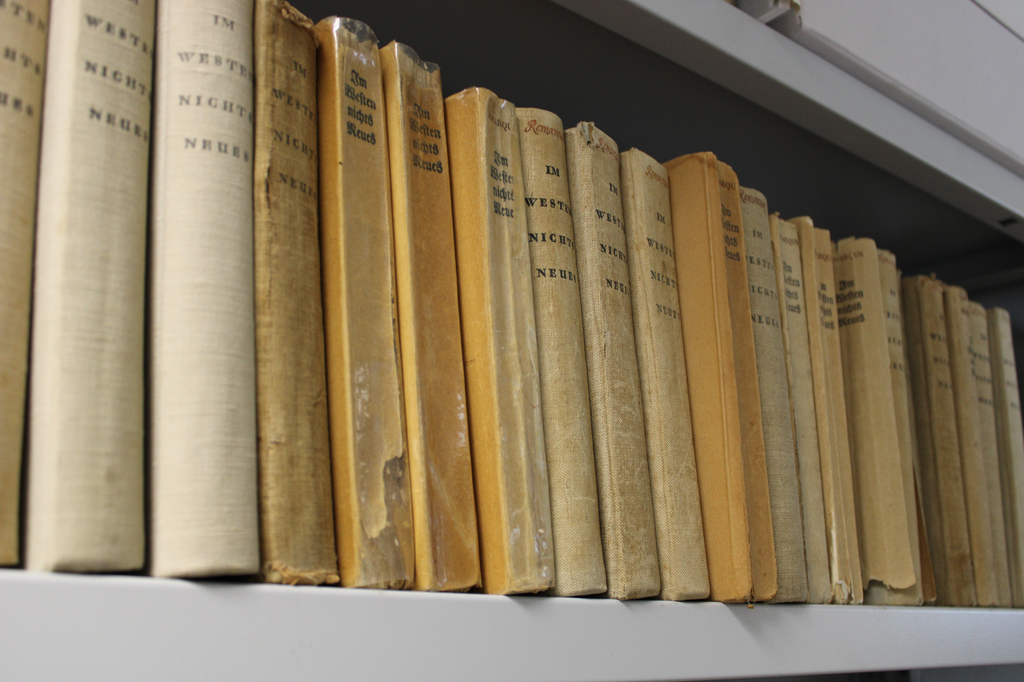
Edizioni del romanzo "Niente di nuovo in Occidente" nell'archivio Remarque

### Nascita dell`archivio
La ricerca incentrata sull'autore di Ossnabrück Erich M. Remarque fu istituzionalizzata per la prima volta nel 1985 con la creazione del centro di documentazione Remarque presso il dipartimento di lingua e letteratura dell'universitá di Osnabrück. 
Mentre Remarque era ancora vivo, Hanns-Gerd Rabe suo concittadino, che lo conosceva dagli anni venti, iniziò a raccogliere documenti e materiali sulla vita e l'opera dell'autore, e fu così in grado di assicurarsi molti reperti per la ricerca accademica di Remarque che iniziò a Osnabrück negli anni '80. La sua ricca raccolta è ora conservata nell'Archivio di Stato della Bassa Sassonia a Osnabrück e rappresenta una base essenziale per la ricerca odierna su Remarque.
Con il crescente impegno degli studiosi sull'autore, divenne chiaro che la sua biografia e il suo lavoro erano stati insufficientemente studiati a livello nazionale e internazionale ed erano infarciti di leggende e imprecisioni. Mancavano gli strumenti necessari per una ricerca intensiva. Raccogliendo il materiale, il Centro di Documentazione Erich Maria Remarque ha posto le basi per la creazione di un Archivio Remarque nella città di nascita e di gioventù dell'autore di fama mondiale e cronista letterario della storia tedesca del XX secolo.
Di conseguenza, nel 1988 il Centro di Documentazione ha pubblicato la bibliografia di Erich Maria Remarque in due volumi. Quellen Materialien Dokumente (Fonti, materiali, documenti), che, come un indice bibliografico e un registro del patrimonio di Osnabrück, aveva lo scopo di documentare che i materiali raccolti a Osnabrück costituissero una buona base per le future ricerche di Remarque. Sempre nel 1988, è stato possibile raddoppiare il patrimonio dell'archivio di allora, indicizzando e microfilmando grandi parti del patrimonio di Remarque conservato alla New York University.
Il patrimonio raccolto e catalogato nel Centro di Documentazione è stato reso accessibile al pubblico con l'apertura, il 26 maggio 1989, dell'Archivio Erich Maria Remarque che, inizialmente situato nelle sale della Biblioteca Universitaria di Osnabrück, ha intensificato l'esame nazionale e internazionale della vita e dell'opera di Remarque. Nel novembre 1996, la biblioteca fu in grado di trasferirsi nelle nuove stanze nella sua sede attuale sulla storica piazza del mercato di Osnabrück.

### Possibilità di utilizzo dell'Archivio Remarque
- Richieste orali o scritte
- Visite di studio all'Archivio Remarque (per esempio, per compiti, esami di maturità, ricerche accademiche e giornalistiche)
- Proiezioni di film di Remarque (per classi scolastiche o altri gruppi interessati fino a 20 persone)
- Ricerca di materiale utilizzando la bibliografia computerizzata dell'archivio

Offerte al di fuori dell'istituzione:
- Conferenze, laboratori ed eventi di discussione su Remarque nelle scuole
- Formazione degli insegnanti su Remarque nelle scuole, specialmente su Im Westen nichts Neues (Niente di nuovo sul fronte occidentale)
- Presentazione di mostre itineranti e consulenza sullo sviluppo di un programma di accompagnamento.[3]

## Ufficio guerra e letteratura
Nel 1988, l'Archivio Remarque è stato affiancato dall'Ufficio Guerra e Letteratura. Da allora, la letteratura scientifica sul tema "guerra e media" (letteratura, film, radio, televisione, fotografia, arte, teatro) nel XX e XXI secolo è stata raccolta ed elencata qui, sono state organizzate conferenze e sono state fatte pubblicazioni sul tema.
Una vasta collezione di testi primari e di letteratura secondaria è disponibile e viene costantemente aggiunta. Dal 1989, viene pubblicata la rivista accademica KRIEG UND LITERATUR/WAR AND LITERATURE, convertita in un annuario nel 1995. Inoltre, a intervalli irregolari si tengono simposi sul tema della guerra nei media, dove studiosi di tutto il mondo possono presentare e discutere i loro attuali risultati di ricerca.

## Punti chiave della raccolta

### Materiali originali
- Manoscritti (compreso il manoscritto originale di Im Westen nichts Neues) e dattiloscritti
- Corrispondenza privata e commerciale
- Dipinti e disegni di vari artisti sul tema di Remarque e dintorni
- Collezioni, per esempio dalle proprietà di amici e conoscenti di Remarque e da altre istituzioni

### Collezioni di libri
- Edizioni dei romanzi di Remarque, comprese numerose prime edizioni in quasi tutte le lingue scritte del mondo
- Letteratura correlata, comprese le (auto)biografie dei contemporanei di Remarque
- Contro-scritture a Im Westen nichts Neues (Niente di nuovo sul fronte occidentale) della fine degli anni '20
- Letteratura secondaria, inclusi studi accademici e documenti d'esame
- Pubblicazioni e periodici del Centro Remarque per la Pace
- Letteratura sui temi della guerra, dell'esilio e del nazionalsocialismo
- Opere di riferimento

### Collezione di fotocopie
- Letteratura primaria, compresi gli scritti pubblicati da Remarque, interviste, lettere e diari, così come manoscritti inediti.
- Letteratura secondaria, compreso il materiale sulla biografia, l'ambiente e l'opera di Remarque, così come sulla ricezione generale, che viene costantemente ampliata.

### Archivio immagini
L'archivio raccoglie intensamente tutto il materiale pittorico su Remarque fino ai fotogrammi degli adattamenti cinematografici.

### Collezione di dischi
All'inizio del 2014, il Centro per la Pace Erich Maria Remarque ha ricevuto la vasta collezione di dischi di Remarque in prestito permanente dalla New York University. La collezione comprende più di 750 registrazioni di vari formati dagli anni '30 agli anni '70, che Remarque stesso o la sua seconda moglie Paulette Goddard hanno acquistato in Europa e negli Stati Uniti.

### Materiali cinematografici
- Copie degli adattamenti cinematografici delle opere di Remarque, manifesti del film, registrazioni della musica del film e altri materiali.
- Registrazioni audio e video di interviste con Erich Maria Remarque
- Media sull'ambiente tematico e registrazioni di rapporti su mostre o altri eventi pubblici postumi
- Una collezione di film di guerra in continua espansione

## Pubblicazioni del Centro della pace
- Jahrbuch Krieg und Literatur/War and Literature

Periodico internazionale bilingue sul tema "Guerra e media" nei secoli XX e XXI con un'ampia sezione informativa (recensioni, brevi rapporti su nuove pubblicazioni, bibliografia tematica).
- Erich Maria Remarque Jahrbuch/Yearbook

Periodico internazionale bilingue sulla vita e l'opera di Erich Maria Remarque con informazioni dettagliate (recensioni, bibliografia delle nuove pubblicazioni).
- Schriftenreihe des Erich Maria Remarque-Archivs (Serie dell'Archivio Erich Maria Remarque)

Monografie su Erich Maria Remarque e sulla guerra e i media nei secoli XX e XXI.
- Materiale didattico
- Cataloghi, opuscoli e libretti di accompagnamento

## Mostre itineranti
Il Centro della Pace Erich Maria Remarque offre le seguenti mostre itineranti:
- Erich Maria Remarque - Militanter Pazifist/The Militant Pacifist

La mostra offre una visione dettagliata della vita e dell'opera di Erich Maria Remarque attraverso numerose fotografie e documenti originali, alcuni dei quali vengono mostrati per la prima volta. L'attenzione particolare è rivolta al suo impegno politico-umanista e al suo sviluppo nel "pacifismo militante".
- Im Westen nichts Neues – Die Entstehung von Erich Maria Remarques Antikriegsroman (Niente di nuovo sul fronte occidentale - La realizzazione del romanzo contro la guerra di Erich Maria Remarque)

Per la prima volta in una mostra, la creazione, la pubblicazione e la ricezione di Im Westen nichts Neues saranno tracciate. Utilizzando documenti originali, alcuni dei quali vengono mostrati per la prima volta, la mostra spiegherà la storia dalle prime stesure di Remarque come soldato durante la prima guerra mondiale alla lunga concezione del testo finale durante la Repubblica di Weimar.
- Im Westen nichts Neues – Bilder einer Graphic Novel von Peter Eickmeyer nach dem Roman von Erich Maria Remarque (Niente di nuovo sul fronte occidentale - Immagini di una Graphic Novel di Peter Eickmeyer basata sul romanzo di Erich Maria Remarque)

La pubblicazione della graphic novel Im Westen nichts Neues (Niente di nuovo sul fronte occidentale) di Peter Eickmeyer, basata sul romanzo di Erich Maria Remarque, nel 2014 ha suscitato una risposta estremamente positiva a livello internazionale. La grafica originale è stata acquistata dalla Niedersächsische Sparkassenstiftung, dalla Sparkasse Osnabrück e dalle Sparkassen della regione di Osnabrück e può essere presa in prestito nell'originale o in due diverse versioni di riproduzione.
- Im Westen nichts Neues – Graphic Novel (Niente di nuovo sul fronte Occidentale - Graphic Novel)

Nella sua grafic novel Im Westen nichts Neues (Niente di nuovo sul fronte occidentale), Peter Eickmeyer traspone graficamente le immagini descritte da Remarque. La mostra esplora la storia e la narrazione del mezzo romanzo grafico e spiega le caratteristiche speciali del lavoro di Peter Eickmeyer. Le fonti dell'artista sono spiegate così come i riferimenti a opere di altri artisti come Pablo Picasso o Otto Dix o a fotografie contemporanee.
- Hunde im Krieg – Hunde als Waffe (Cani in guerra - I cani come armi)

Per la prima volta in Germania, la mostra Hunde im Krieg - Hunde als Waffe (Cani in guerra - Cani come armi) traccia la storia dell'uso dei cani nei conflitti in modo dettagliato e vivido. Riccamente illustrata e con l'aiuto di reperti originali, la mostra offre informazioni sull'uso dei cani nella prima e seconda guerra mondiale e nella guerra del Vietnam, con uno sguardo al presente.
- Hans Calmeyer und die Judenrettung in den Niederlanden (Hans Calmeyer e il salvataggio degli ebrei nei Paesi Bassi)

La mostra si concentra sulla vita e il lavoro dell'avvocato di Osnabrück Hans Georg Calmeyer (1903-1972), che salvò migliaia di ebrei dalla deportazione e quindi dall'essere uccisi nei campi di sterminio nazisti durante l'occupazione tedesca dei Paesi Bassi. La mostra si concentra sul periodo di Calmeyer nei Paesi Bassi.